# Édouard-Henri Avril

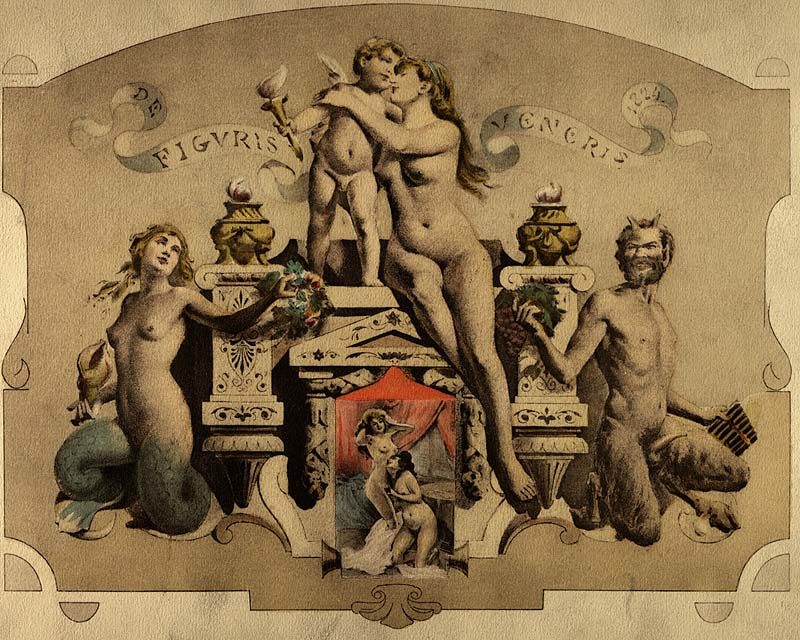
De Figuris Veneris -- imaginea de frontispiciu

 Édouard-Henri Avril, cunoscut și ca Paul Avril (n. 21 mai 1849, Alger – d. 1928, Le Raincy) a fost un artist comercial, desenator, ilustrator și pictor francez. Sub pseudonimul Paul Avril, a fost un ilustrator de literatură erotică.
Avril a studiat arte vizuale în diferite saloane pariziene. Între 1874 și 1878 a fost elev al École des Beaux Arts din Paris. Fiind angajat de a ilustra romanul lui Théophile Gautier Fortunio, a adoptat pseudonimul Paul Avril. Tirajul a fost un succes și reputația sa a fost curând stabilită. Ulterior a primit numeroase comenzi de ilustrare a diferite cărți a unor autori cunoscuți ai timpului, excelând în ilustrarea a ceea ce se numea atunci „la littérature galante”, o formă a literaturii erotice a Franței secolului al 19-lea.
Avril a ilustrat cunoscute scrieri așa cum au fost Salammbô a lui Gustave Flaubert, Le Roi Caundale a lui Théophile Gautier, Fanny Hill a lui John Cleland, L'Adventures de Chevalier de Faublas a lui Jean Baptiste Louvet de Couvray, Mon Oncle Barbassou (scenele din harem) a lui Mario Uchard, La Madam a lui Jules Michelet, scrierile lui Pietro Aretino, respectiv anonimul roman lesbian Gamiani. Opera sa fundamentală au fost desenele care au ilustrat lucrarea De Figuris Veneris, un manual de erotologie clasică a germanului Friedrich Karl Forberg.